# Cagliari

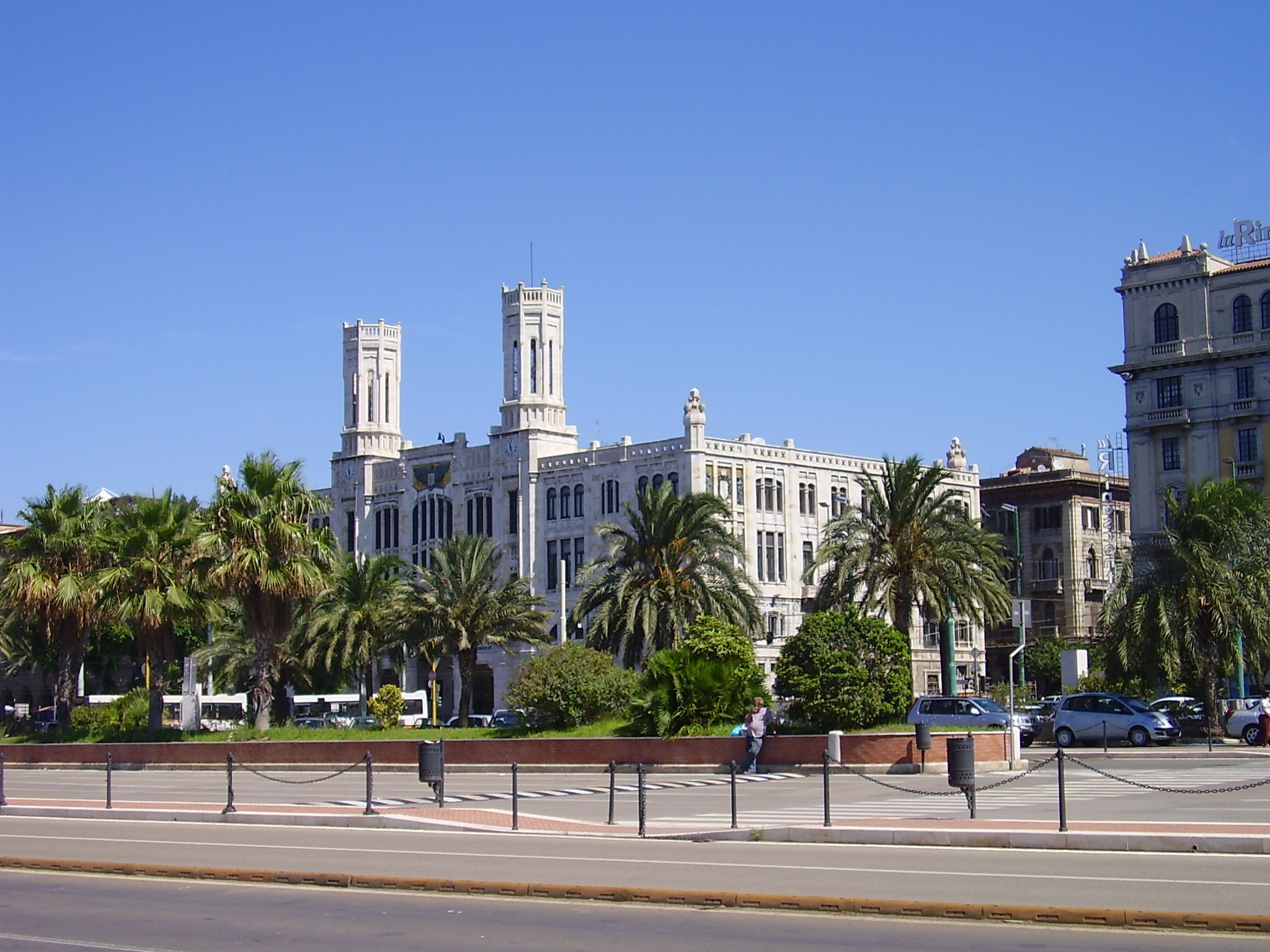
Via Roma

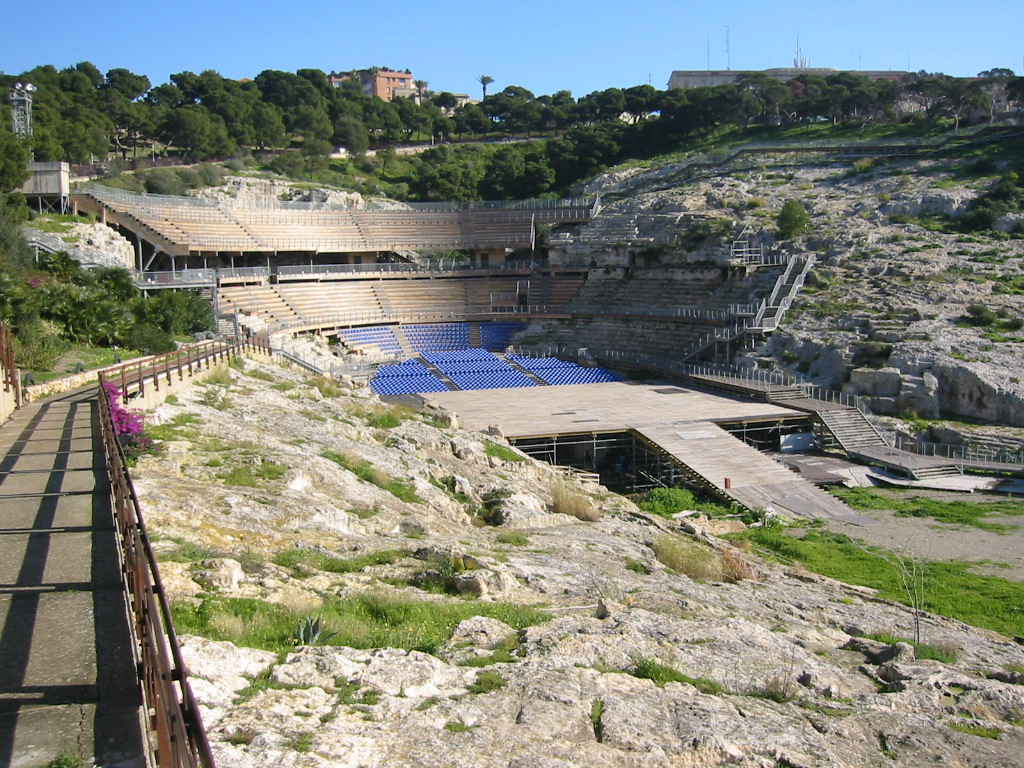
Rzymski amfiteatr

Cagliari [czyt. 'kaljari] (sard. Casteddu – zamek) – miasto i gmina we Włoszech, stolica autonomicznego regionu Sardynia i miasta metropolitalnego Cagliari. Miasto Cagliari znajduje się na południowym wybrzeżu Sardynii, nad zatoką o tej samej nazwie i na równinie Campidano. Według danych na rok 2021 gminę zamieszkiwało 149 572 osób.

## Gospodarka
Cagliari jest ośrodkiem gospodarczym i przemysłowym, ma jeden z największych portów na Morzu Śródziemnym (handlowy, rybacki i wojenny) oraz międzynarodowe lotnisko. Zajmuje 28. miejsce co do wielkości dochodu we Włoszech. Dobrze rozwija się tam przemysł rafineryjny, stoczniowy, spożywczy, chemiczny, włókienniczy i cementowy. W mieście są zlokalizowane fabryki, m.in. Coca-Cola, Heineken, Unilever, Bridgestone i Eni. Jedną z głównych gałęzi gospodarki jest turystyka.

## Geografia
Miasto jest położone blisko bardzo atrakcyjnych miejsc, jak Maddalena Beach, Chia lub Villiasimius, wciąż stosunkowo mało obleganych przez turystów. Znajduje się też blisko górskich parków narodowych, jak Monta Arcosu czy Maidopis, z rozległymi lasami i wieloma gatunkami dzikich zwierząt.

### Klimat
Cagliari leży w strefie klimatu subtropikalnego typu śródziemnomorskiego, z łagodnymi zimami i ciepłymi, niekiedy gorącymi latami. Średnia roczna temperatura wynosi prawie 22 °C w dzień i 12 °C w nocy.
| Miesiąc                                               | Sty  | Lut  | Mar  | Kwi  | Maj  | Cze  | Lip  | Sie  | Wrz  | Paź  | Lis  | Gru  | Roczna |
| ----------------------------------------------------- | ---- | ---- | ---- | ---- | ---- | ---- | ---- | ---- | ---- | ---- | ---- | ---- | ------ |
| Średnie temperatury w dzień [°C]                      | 14.3 | 14.8 | 16.5 | 18.6 | 22.9 | 27.3 | 30.4 | 30.8 | 27.4 | 23.1 | 18.3 | 15.4 | 21,7   |
| Średnie dobowe temperatury [°C]                       | 9.9  | 10.3 | 11.8 | 13.8 | 17.7 | 21.8 | 24.7 | 25.2 | 22.3 | 18.4 | 13.8 | 11.0 | 16,7   |
| Średnie temperatury w nocy [°C]                       | 5.5  | 5.8  | 7.1  | 8.9  | 12.4 | 16.2 | 18.9 | 19.6 | 17.1 | 13.7 | 9.3  | 6.6  | 11,8   |
| Opady [mm]                                            | 49.7 | 53.3 | 40.4 | 39.7 | 26.1 | 11.9 | 4.1  | 7.5  | 34.9 | 52.6 | 58.4 | 48.9 | 428    |
| Średnia liczba dni z opadami                          | 6.8  | 6.8  | 6.8  | 7.0  | 4.4  | 2.1  | 0.8  | 1.3  | 4.3  | 6.5  | 7.4  | 7.4  | 61,6   |
| Średnie usłonecznienie [h]                            | 136  | 139  | 186  | 213  | 270  | 288  | 335  | 310  | 246  | 198  | 147  | 127  | 2596   |
| Źródło: Servizio Meteorologico, HKO (nasłonecznienie) |      |      |      |      |      |      |      |      |      |      |      |      |        |

## Historia
Kolonia fenicka, następnie kartagińska, założona w VII w. p.n.e., ważny port. W 238 p.n.e. zajęta przez Rzymian i nazwana przez nich Carales. Od 48 p.n.e. stolica prowincji Sardynia. Szybko schrystianizowane, od IV w. biskupstwo i metropolia Sardynii. Zdobywane i niszczone przez Wandalów (455), Bizancjum (534), Gotów, Arabów, traciło znaczenie handlowe, jednakże – wykorzystując rywalizację Pizy i Genui – zachowało w VII-X w. niezależność jako ośrodek jednego z okręgów sądowych Sardynii. W 1052 włączone do Republiki Pizy, w 1326 do Królestwa Aragonii. W 1355 miejsce pierwszego zgromadzenia parlamentarnego Sardynii. Od 1720 w Królestwie Sardynii. Od 1861 w zjednoczonym Królestwie Włoch. Podczas II wojny światowej zajęte przez Niemców, we wrześniu 1943 wyzwolone przez włoskich partyzantów.

## Zabytki
Uniwersytet (zał. 1606), rzymski amfiteatr (II w.), kościół San Saturnino (VI, IX-XII w.), katedra (XII, XVII w.), kościoły z XVI-XVII w., fragmenty fortyfikacji (XIV w.), budynki uniwersyteckie (XVII w.).

## Miasta partnerskie
- Argentyna: Buenos Aires
- Kenia: Nanyuki
- Włochy: Piza, Vercelli, Padwa, Biella